# Médimne
Le médimne est l'unité de mesure du volume utilisé dans la Grèce antique, notamment pour évaluer les quantités de denrées alimentaires. Elle appartient au système de poids et de mesure corinthien repris entre autres par Athènes et Mégare. Un médimne est égal à 52 litres.
Le problème réside dans la conversion en poids ; jusqu'à très récemment, les historiens antiquisants pensaient qu'un médimne équivalait à une quarantaine de kilos de blé. Un document découvert il y a peu de temps indique qu'en réalité, un médimne correspond à 31 kg de blé (27 kg d'orge). Cette différence remet en question, par exemple, la dureté des tributs dont on connaissait le versement en médimnes[réf. incomplète].

## Sources
- (fr) Pierre Pellegrin (dir.) (trad. du grec ancien), Aristote : Œuvres complètes, Paris, Éditions Flammarion, 2014, 2923 p. (ISBN 978-2-08-127316-0)